# Лескин, Фотий Иванович
Фо́тий (Фаттей) Ива́нович Ле́скин (в китайских документах назывался Ли-Джуджан) — китайский военный деятель русского происхождения. Генерал-лейтенант НОАК.

## Биография
Происходил из семьи русских староверов.
С августа 1931 по сентябрь 1938 года работал счетоводом.
С октября 1938 по 30 октября 1944 года — дорожный мастер на строительстве моста в Урумчи в Дорстрое Синьцзянской провинции.
С 7 ноября 1944 по 1 мая 1945 года — командир партизанского отряда в Илийском округе.
С 5 мая 1945 по 3 сентября 1945 года — майор, командир 3-го Кенсайского полка Национальной армии трёх округов.
С 3 сентября 1945 по 15 декабря 1949 года — полковник, командир 2-й отдельной Кавалерийской бригады Национальной армии трёх округов. Воевал в Алтайском округе против гоминьдановцев и Оспан-батыра.
С 15 декабря 1949 по 1 июня 1955 года — генерал-лейтенант, командир 5-го корпуса Народно-освободительной армии КНР.
С 1952 года находился на лечении в Алма-Ате.
В конце 1950-х годов был арестован, обвинён в злоупотреблении служебным положением и контрабанде золота, получил срок в 15 лет заключения, из которых отсидел пять.
Умер в 1970 году в Алма-Ате. Был похоронен по военному ритуалу, с почётным караулом.
Свободно владел китайским, казахским, арабским, дунганским, сибинским, татарским языками.

## Память
Именем Лескина названа улица в городе Кульджа (КНР).